# Geopolítica

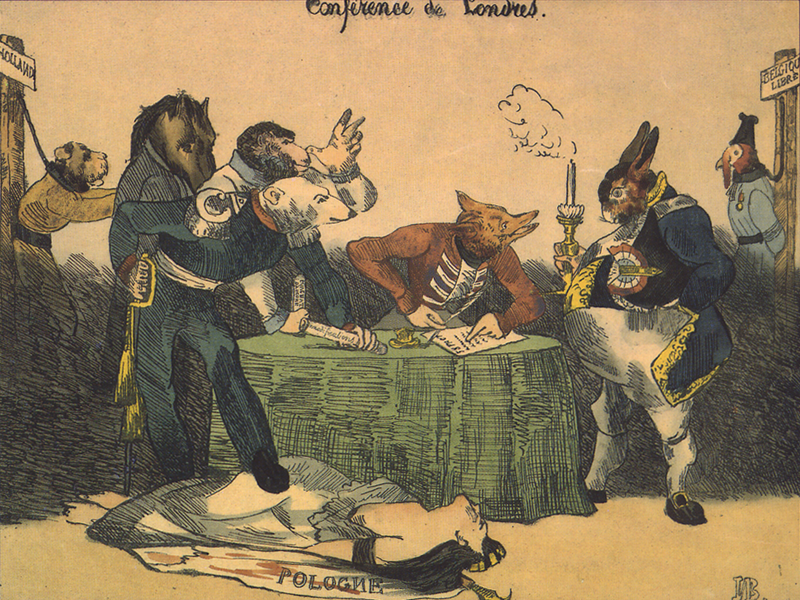
Litografia sobre la Conferència per la Independència de Bèlgica del 1830. Per Honoré Daumier. Recrea un afer geopolític: la construcció de l'estat belga.

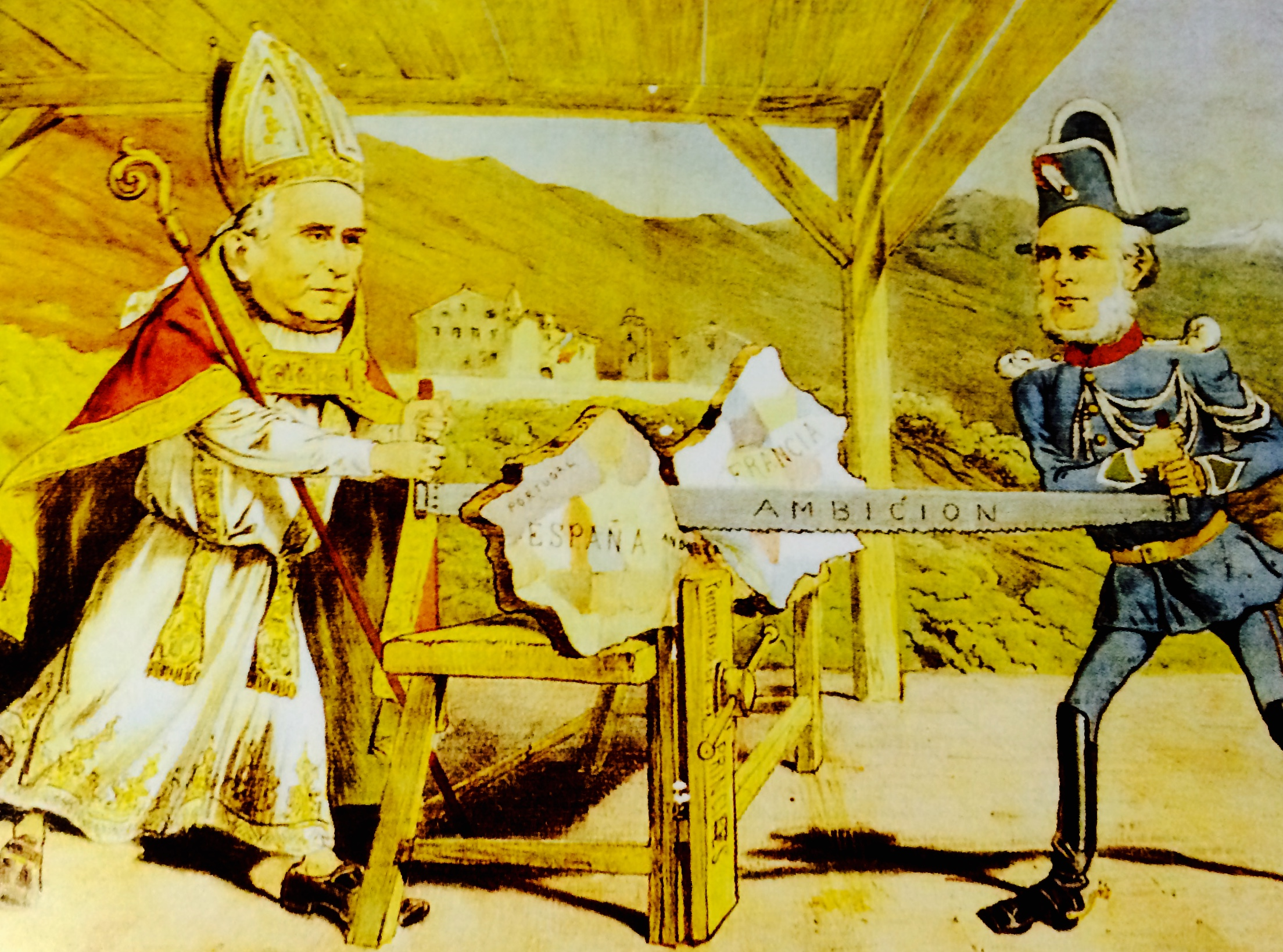
Caricatura sobre La Qüestió d'Andorra. Per Palmitjavila. Recrea un afer geopolític: les discordances entre pannacionalismes i imperialismes.

La geopolítica, escurçament de geografia política (del grec antic: γῆ / gễ "terra" i πολιτική / politikḗ "política"), és una branca de la geografia humana. És un mètode d'estudi que se servix de la geografia per a explicar la política.
Originàriament, la geopolítica ha estat a mans dels estats que n'han fet un estri per a les seues pròpies voluntats imperialistes. Quan ha estat així s'ha volgut presentar la geopolítica com a ciència que mirava de predir el comportament polític internacional a partir d'unes variables constants. Aquest ús de la geopolítica no és científic i va contribuir a generar la Segona Guerra Mundial.
Per aquest motiu hui la geopolítica no aspira més que a ser un mètode d'estudi i tota presentació de la geopolítica com a ciència és retornar el mètode a la seua casella de ciència nazi.
Per bé que el terme és antic de 1679, moment en què apareix en un manuscrit de Gottfried Wilhelm Leibniz, el significat actual s'adquireix al segle xix de la mà de Rudolf Kjellén. El seu origen etimològic ja és polititzat de partença i concerneix la primera fase de la formació de la geopolítica.
És a l'Alemanya de la Primera Guerra Mundial que la geopolítica gairebé que neix i apareix com a derivada del darwinisme social. És vestida de ciència, però serveix sobretot per a muntar una guerra que garantisca a Alemanya un "espai vital". És a dir, és un ús manipulat de la geografia per a justificar els plans de l'Alemanya nazi.
La mala maror que va prendre la geopolítica l'aparta de les universitats i del camp de l'educació després de la Segona Guerra Mundial. El mètode queda desacreditat en tant que es va transformar en ciència obscurantista al servei de l'estat malgrat que fora, als bastidors, es va tornar a fer geopolítica amb l'afany de reconfigurar el món a favor dels EUA i els seus aliats més propers, França i Anglaterra.
És justament als EUA de la postguerra que es torna a rehabilitar la geopolítica. Els esdeveniments polítics dels anys 1970 justifiquen a parer de Nixon la seua tornada. Geògrafs francesos i militants catalanistes catalans denuncien que la geografia no és neutral i que hauria de servir per a entendre els conflictes territorials al món, no pas per a fer la guerra o, en tot cas, perquè la geopolítica serveix precisament per a fer la guerra, cal reorientar-la. Es construeix un nou abordatge de la geopolítica. Es regla a mètode i s'utilitza per a entendre i explicar els conflictes que oposen diversos autors a escala global, i molts cops en forma de violència.
Durant el segle XXI s'ha estès de forma general i tot i que hauria de limitar-se únicament a ser un mètode per a explicar els conflictes territorials al món, de mica en mica s'hi torna a veure geopolítica d'abans la guerra.

## Significat del terme geopolítica

### La problemàtica de la definició
L'intent de donar una definició al terme geopolítica és enrevessat i laberíntic. La paraula i el seu mètode encara fan olor de guerra, sang i fetge de manera que hi ha encara hui l'hàbit de trobar-se amb moltes reticències i crítiques que no hi veuen res més que una "ciència de l'imperialisme" [trd.] i per això l'intent d'apropar-hi una definició es torna problemàtic.
Si recollim les definicions que diversos autors hi han aportat tot al llarg de la història, posem encara més de manifest aquesta incomoditat i problemàtica:
- Mena de definicions pròpies d'entreguerres,

"La geopolítica és l'estudi dels factors relativament constants de la història i de la política com ara la raça i l'espai que partix de la premisa que l'acció del poder de la raça manté una relació dinàmica amb la resistència passiva de l'espai." [trd.]

Johann Ulrich Folkers, Beiträge und Grenzen des Studiums der Geopolitik, 1937
- Mena de definicions pròpies de la postguerra,"Teoria reaccionària que proposa d'explicar fenòmens socials (com les guerres) mitjançant raonaments geogràfics, la vocació dels quals seria de justificar i fonamentar l'annexió i submissió imperialistes de territoris i pobles forasters." [trd.]  Boris Ponamarev, Словарь политологии, 1956[2]

- Mena de definicions pròpies dels anys 1980,"La geopolítica reflectix la combinatòria de factors geogràfics i polítics que determinen la condició d'un estat o d'una regió, així com subratllen la influència de la geografia damunt de la política" [trd.]  Zbigniew Brzezinski, Game Plan, 1986.[2]

- Mena de definicions pròpies de començament de segle XXI,"En comptes de considerar la geopolítica com una pràctica neutral i objectiva, partim de la premisa que la geopolítica és tota sola una forma de geografia i política, que s'ha de contextualitzar i que es veu implicada en la reproducció social i permanent del poder i de l'economia política." [trd.]  Gearóid Ó Tuathail, Rethinking Geopolitics, 1998[2]

L'evolució d'aquestes definicions reflecteix l'ús que se n'ha fet durant la història. Parteix de considerar que existeixen races superiors (inicis de segle XX) amb dret a fer ús de la geopolítica per a annexionar-se territori aliè, a voler que la geopolítica pretenga explicar la política mitjançant la geografia (inicis de segle XXI) tot passant per reconèixer que és una disciplina imperialista ideada per a dur a terme projectes hegemonistes (mitjan de segle XX).
La definició ha estat i és tan problemàtica que hi ha encara autors, de tots sexes confosos, que pretenen diferenciar la geopolítica de la geografia política. La segona seria l'explicació de la política a través de la geografia mentre que la primera seria un ús imperialista de la geografia amb finalitats polítiques. Passa que amb el ròssec del temps l'una ha acabat essent l'abreujament de l'altra i, per tant, no fa cap mena de sentit dir que són dues coses diferents.
Per tot això, paga la pena fer-ne un recorregut etimològic.

### Etimologia del mot
El mot és força controvertit. Després de la Segona Guerra Mundial l’actual mètode és desacreditat perquè fou utilitzat pel nazisme per a generar la guerra. Abans no fora així, el terme se'ns aparix l'any 1679 de la mà de Gottfried Wilhelm Leibniz (1646-1716) que mira de traslladar simplement la noció de "geografia física" i "geografia civil", fins i tot “cosmopolítica” (hui, geografia humana), a una hipotètica Enciclopèdia que volia escriure, segons va deixar escrit en un manuscrit.

És a la Suècia del segle xix on el professor en ciències polítiques Rudolf Kjellén (1864-1922), en un article de premsa d'època, dona un sentit més actual al terme. El mot es popularitza i s'amplia amb el seu llibre Samtidens stormakter (Les grans potències del present)1.
"ciència de l'Estat com a organisme geogràfic o com a entitat dins l'espai, és a dir, l'Estat com a país, territori, domini o, més característicament, com a regne. En tant que ciència política, observa detalladament la unitat estatal i vol contribuir a la comprensió de la natura de l'Estat"

Rudolf Kjellén, 1905
Sota Kjellén la geopolítica es torna una ciència que s'amoïna per la unitat territorial dels estats.
Així durant el segle xix la geopolítica pren forma de disciplina de les ciències socials que tracta de l'estat com a forma de vida, on la seua existència seguïx la línia del naixement, el desenvolupament i la desaparició o mort. Tenim una concepció organicista que compara l'administració que coneixem com a estat amb un òrgan viu de la naturalesa.
Després de les dues guerres mundials el terme és sinònim de guerra i té una connotació molt pejorativa. Alemanya va utilitzar la geopolítica per a fer-se amb territori aliè.
No és fins als anys 1970 que la geopolítica pren una altra forma i el terme canvia de significat. Es desnazifica d'alguna manera amb el propòsit de tornar-la un mètode que explique la política ajudant-se de la geografia. És a dir, ja no és la ciència que transforma la geografia segons el caprici humà, sinó el mètode que explica les relacions humanes dins un marc geogràfic donat.
___
¹El professor suec Rudolf Kjellén, cap al 1905, en un curs intitulat Les grans potències del present, fa servir geopolítica, terme que prengué de les teories del geògraf alemany Friedrich Ratzel (1844-1904), que és reconegut com l'iniciador de la teoria geopolítica amb obres com Antropogeographie i, sobretot, Politische Geographie, publicada el 1897.

### La definició més consensuada
Tècnicament geopolítica és un escurçament de geografia política. El mot es compon de dues partícules que provenen del grec. La primera, terra, traduïda del grec antic γῆ en llengua llatina per "geo". La segona, política, traduïda igualment del grec πολιτική i que traslladada al català dona "política". A partir d'aquesta composició la geopolítica estudiaria la política mitjançant la geografia.

Una definició més elaborada i també acceptada és la que tot seguit continua,
La geopolítica és un mètode d'estudi que se servïx de la geografia per a entendre i tot seguit explicar els conflictes polítics de caràcter territorial que s'esdevenen al món.
Malgrat això, no deixa de ser una definició francòfila atès que el món anglosaxó i germanòfon mantenen tot sovint una definició més determinista o organicista. Aquesta definició se'ns emergeix d'aquesta manera perquè a França hi ha hagut d'ençà de la Primera Guerra Mundial una reticència molt dura a acceptar la geopolítica, vulga ser la manera com vulga que s'haja presentat. Per als geògrafs i politòlegs francòfons la geopolítica no ha deixat mai de ser una "ciència nazi" [trd.]. Això explicaria que a França, principalment, s'hi haja fet sobretot geografia regional, segons que fa saber l'historiador francès Florian Louis.
Res de tot plegat treu que la geopolítica ha esdevingut a partir dels anys 1980 una forma més d'estudiar la política als països francòfons i ja no fa sentit d'excloure-la. Per tant, s'ha optat per una definició descriptiva de l'objecte que no pas del subjecte.
És clar que, com reconix Geraóid Ó Tuathail (1998), la geopolítica no és "neutral i objectiva" [trd.] i, per tant, per molt que se'n vulga fer un mètode, pot i continua essent utilitzada per a dreçar ambicions polítiques.

## La pràctica abans del concepte

### Edat antiga
En tant que activitat humana, la geopolítica s'ha practicat abans que n'apareguera el mot. Totes les societats, fins i tot les que no disposen d'estat, coneixen rivalitats de poder i conflictes territorials. Segons Alexandre Defay, el naixement de l'estat fa que "l'espai adquirisca una dimensió geopolítica permanentment" [trd.] de manera que "l'espai ja no solament és modelat per la diversitat mateixa de l'indret natural que el fa, sinó també pel poblament d'humans que hi exerceixen sobiranies estatals" [trd.]. Vist d'aquesta manera, l'espai és doncs "el teatre i lloc de juguesca de llurs rivalitats" [trd.], la qual cosa permet entendre que la geopolítica haja estat practicada de sempre malgrat que no en tinguera encara nom.

#### L'antiga mar Mediterrània
Exemple d'això la Grècia antiga que mantingué rivalitats territorials entre polis i contra l'Imperi persa. Les ciutats-estat gregues, per exemple, es construïen damunt de turons, la qual cosa permetia la seua millor protecció de cara a possibles ràtzies o invasions. La rivalitat entre Esparta i Atenes eren motius per a mantenir una organització així, però cal comptar-hi igualment la bel·licitat contra l'Imperi persa. Tots dos s'organitzen de forma que la geografia els afavorisca. Cal pensar que les ciutats-estat gregues s'emmurallaven i se situaven a una certa distància de la mar. Segons el periodista anglès Tim Marshall, "no és cap casualitat" [trd.] (2017). A l'Imperi persa, per exemple, les rutes eren vigilades militarment perquè permetien connectar eficaçment tot el territori, de manera que ja es col·locaven expressament sobre rutes de caravana. Per tot això Aristòtil (-384, -322) constata ja a Política que l'estructuració política de les ciutats-estat gregues es veia condicionada per les característiques de la seua situació geogràfica (J. López-Davadillo Larrea, 2017).
Els escrits d'Heròdot deixen entreveure fins i tot que els grecs, com els perses, s'aprofitaven del coneixement geogràfic que adquirien en l'exploració de les rutes comercials per a sotmetre altres pobles. Per tant, hui veiem amb tota certesa que la guerra entre perses i grecs lliurava ja la dicotomia entre mar/terra. No existeix cap disciplina ni cap mètode a banda que puguem anomenar de geopolítica, però a la pràctica s'hi fa.
Sense eixir de la Mediterrània, s'aprecia encara geopolítica a l'Egipte antic. Les rutes comercials i les guerres al nord del país s'expliquen perfectament per una ordenació del territori. Els egipcis s'adonen que tenen un estat flanquejat. L'est i l'oest no presenten cap problemàtica perquè són deserts de sorra o aigua que els protegeixen d'invasions. El sud, en canvi, va ple d'or i el nord, de mines. S'organitzen doncs rutes cap al nord i el sud. Segons Isaac Asimov (1920-1992), "Narmer i Menès no degueren ser altra cosa que noms alternatius per a la mateixa persona" [trd.], fet que indica que ja de temps primigenis ençà, calgué que el sud s'unificàs amb el nord per tal de proveir Egipte de coure, quartz, pedra calcària, ferro o pedra turquesa i fabricar així "les joies" [trd.], construir les piràmides, "equipar els cossos especials" [trd.] de l'exèrcit, "fabricar armes i armadures" [trd.] (2020), etcètera. Prompte, assegura l'historiador estatunidenc, "els homes aprengueren a obtindre coure de les mines de la Península del Sinaí" [trd.], el camí cap a les quals fou traçat en cartografia pels egipcis mateixos.
És, doncs, molt encertat dir que l'antiga Roma també se servia de la geografia per a mantindre el seu imperi. Si més no, Lucas Augusto Borlina, geògraf brasiler, assegura que necessitaven coneixement geogràfic, el qual van aprendre de segur dels grecs.

#### L'antic oceà Pacífic
Es pot constatar doncs a través d'un estudi que mire de cercar la part geogràfica de la Història que, tot al llarg del descabdellament de civilitzacions variades de la història, els pobles han fet geopolítica. La Xina antiga en seria un altre exemple.
L’historiador alemany Karl August Wittfogel (1896-1988) demostra que el control del riu Groc de la plana central de la Xina va ser clau per al desenvolupament de l’ètnia Han. Poder regular-ne les aigües va permetre l’ús de l’agricultura a la zona, cosa que va generar al mateix temps la creació de l’estat xinès perquè es va fer obligatori muntar una burocràcia per a regular la mà d’obra que feia possible el captivament del riu Groc. Tal mesura hauria propiciat l’existència d’una primera dictadura en mans de la dinastia Xang. Alhora la plana central esdevé vulnerable, segons Tim Marshall. Contràriament a l’Egipte antic, els Xang i les dinasties següents no tenien un país flanquejat. Només l’est era estable, de forma que s'inicien ben d’hora les guerres d’annexió per a fer-se amb unes fronteres que els Han jutgen vitals. Comença doncs la construcció de la Gran Muralla Xinesa, així com l’expansió cap a Mongòlia i el Tibet. La situació de tel·lurocràcia xinesa obre les primeres rutes comercials que connecten la Xina amb Europa. Dins s'hi comercia sobretot amb seda.
El domini de les aigües es revela doncs molt necessari en geopolítica. Per aquest mateix motiu Karl August Wittfogel veu usos polítics de la geografia a l'Amèrica precolombina. En efecte, si Aristòtil constatava que l'estructuració de les ciutats-estat gregues no era casual, la de les precolombines tampoc ho era. El Mont Albà és una demostració plena d'això mateix. S'hi percep una ordenació territorial altament pensada i adaptada al mateix temps a les característiques geogràfiques i a les necessitats de l'activitat humana. Si ens fixem en la gestió de l'aigua, per exemple, se'ns apareix tota la complexitat de pobles com el maia. Ultra el fet d'erigir ciutats gairebé sobre l'aigua, algunes ciutats-estat precolombines estaven ideades de tal manera que l'aigua podia circular aigua avall fins a crear bosses de reserva naturals que es reciclaven. Per tant, la gestió d'aquest mitjà va contribuir molt segurament a edificar la primera burocràcia.
És clar que cal no oblidar les rivalitats que hi havia entre ciutats-estat i pobles de l'antiga Mesoamèrica. Les rutes comercials, la gestió del territori i altres ítems de caràcter geogràfic servien evidentment per a teixir ambicions hegemonistes. I, justament per tot això, es pot dir que a l'Amèrica precolombina s'hi feia geopolítica.

### Edat moderna

#### El primer sistema colonial
No es pot dir que la troballa d'Amèrica pels vikings (Vinlàndia) siga una fita geopolítica. No hi hagué apropiació de l'espai amb ambicions ideològiques, encara menys rivalitats i intents d’establir-hi sobiranies. Un afer diferent és la colonització feta per castellans i portuguesos d'Amèrica. Hi hagué rivalitats que dugueren a neerlandesos, francesos o anglesos a voler establir sobiranies damunt de la geografia d'altres continents com ara l'Àfrica, l'Àsia o Oceania. Això vol dir que hi hagué una apropiació de les mars i dels territoris a explotar, així com una reorganització territorial i marítima per tal de posar en marxa un sistema d'aprofitament mundial de caràcter econòmic i ideològic que vaja en favor dels europeus. És a dir, hi ha un ús geogràfic de les terres a explotar amb utilitat política, inicialment no, però sí metòdicament tot seguit, de manera que se'n pot concloure que el primer aterratge dels portuguesos a Ceuta (1415) ja és una data geopolítica.
Un primer acte de naixement de la geopolítica el podríem veure al Tractat de Tordesillas (1494). Estableix efectivament una línia matemàtica de divisió de la Terra. És a dir, s'hi dibuixa una visió geopolítica del món en repartir el planeta en dues esferes d'explotació. S'hi visibilitza doncs unes rivalitats que fan de la Terra el teatre de les seues ambicions. És un ús geogràfic perquè fa servir, en primer lloc, les illes com a guies. La colonització que se'n segueix les utilitza com a punts de control de passatges, estrets, blocatges marítims i emporis. Tot plegat dins una xarxa que entén ben aviat la utilitat de posseir, per exemple, l'estret de Malaca o l'actual Sri Lanka.
L'obertura de l'Acadèmia de les Ciències (1666) a França o de la Royal Society (1660) a Anglaterra ajuden a fer geopolítica, car de les observacions científiques, de les conclusions que se'n traguen, n'hi haurà aprofitament posterior. És a dir, els estudis realitzats serveixen de seguit a aprofundir en la colonització. Això desenvolupa la geografia i els seus usos militars o polítics. D'aquesta forma també s'aprecia geopolítica en l'evolució de la guerra (naval i pirateria).
Del segle XV estan, els europeus colonitzen (procés d'europeïtzació) el món, tot propiciant genocidis i esclavatge, sang, morts i violència. És la primera globalització. Hi veiem l'aplicació de la geopolítica en diversos aspectes. L’establiment d’unes rutes de comerç de matèries primeres (or o sal) i d’esclaus dibuixa les primeres ratlles frontereres damunt d’Amèrica i molt més endavant, de l’Àfrica, l’Àsia o Oceania. És a dir, hi ha un procés d’annexió, de sobiranització. Això requereix l’ús de la geopolítica. Els repartiments es fan doncs amb regle, compàs i metòdicament. Ha calgut considerar el relleu, les fonts d'aigua, les distàncies, la situació geogràfica de cada indret a colonitzar i el seu clima.
Res no es fa d'un dia a l'altre. Els europeus tot just descobreixen que la Terra és rodona i que no és estàtica, sinó que gira al voltant del Sol i sobre si mateixa. Això canvia les cosmovisions de la població sobre el món. Per tant, el coneixement es desenvolupa a mesura que es fan troballes noves. Tot plegat necessita un gran desenvolupament de les matemàtiques que van unides a la geografia i la guerra. És força representatiu d'aquesta realitat l'evolució de la cartografia. De fer ninots amb monstres marins mitològics que assetgen els navegants europeus a agafar el regle i contornejar les costes fins a establir uns relleus, uns rius, unes aigües, etcètera, hi ha un gran salt que es fa lentament.

## Història de la geopolítica

### Etapa predisciplinar

#### Els geògrafs al servei de la història
Estrabó o Heròdot s'han vist a posteriori com a practicants de teoria geopolítica.
Estrabó (-62/20) seria un dels primers geògrafs que va mirar d'encoratjar l'ús de la geografia com a estri per a fer política. Estudis realitzats pel geògraf polonès Rafał Koszek així mateix ho confirmarien (2015). Lucas Augusto Borlina fa remarcar que Estrabó escrigué que "l'espai de les nostres accions és justament la terra i la mar on vivim" de forma que és lògic que "la majoria de guies de l'exèrcit siguen els qui tenen poder de manar sobre la terra i la mar, reunint d'aquesta manera a pobles i ciutats sota un únic poder i administració polítiques" [trd.]. Conclusió, la geografia s'escau per a la política perquè "està totalment orientada cap a les accions pròpies del govern" [trd.]. (Estrab. I. 1. 16).
Heròdot (-484/-425) amb la seua obra Històries (o Recerques) també hi feia geopolítica, segons Yves Lacoste. La iniciativa d'Heròdot a la Grècia antiga s'assimila a la geopolítica perquè entén que el clima, la geografia i la política van lligades. Utilitza els seus escrits per a explicar en termes geopolítics per quina raó hi ha guerra. L'obra no és un document que traça únicament l'enfrontament entre grecs i perses, sinó que va més enllà i mitjançant els viatges que va fer, proposa una recerca profunda sobre l'entorn més pròxim com el més llunyà i des de punts de vista humans com geogràfics.
La Grècia clàssica es torna aviat, de ver, un gran imperi que té pretensions hegemonistes. La perícia marítima dels grecs esdevé una força política (talassocràcia) que engrandeix l'imperi atenès. És en aquest context que Heròdot resol fer història i geografia. La iniciativa és per tot això clarament geopolítica. La intencionalitat d'Heròdot, però, no és pas bel·licista, sinó que vol esdevenir una obra amb què es puga entendre què va passar llavors entre tots dos imperis.

#### Explicar l'estat i la seua geografia

Cardinal de Richelieu, artífex de la doctrina territorial de l'estat francès.

"Abans de Ratzel, l'estudi de la geografia política", o geopolítica, "mai no havia fet objecte de disciplina sistemàtica", [trd.] fet que no exclou tot inicialment uns primers abordatges. En efecte, segons Albert Demangeon (1872-1940), geògraf francès, la geografia "estimula l'atenció d'alguns grans esperits" de l'Edat moderna que, encuriosits per "explicar l'estat", en proposen alguns raonaments, com ara Jean Bodin (1530-1596). Per a Bodin, teòric de l'absolutisme, "les condicions naturals exerceixen una influència potent sobre el modus vivendi dels pobles i de la seua mentalitat, per tant, sobre llurs formacions polítiques" [trd.] (1932).
Bodin seria doncs la primera persona que teoritza la geografia en termes geopolítics. Entén que "les condicions naturals" [trd.] (A. Demangeon, 1932) d'un indret determinat fan possible la mena de vida que hi duen els pobles que hi viuen. La geografia determina doncs la vida humana.
El cardenal Richelieu (1585-1642), al servei del rei francès Lluís XIV, elabora la primera política de domini d'Europa sobre la base de la geografia. La teoria de les fronteres naturals és efectivament un bon equivalent a les teories de l'espai vital. És a dir, hi tenim de ben entrat una ordenació territorial d'Europa amb ambicions ideològiques, tot i que basades sobre les condicions naturals del continent.
Però després de Richelieu, hi hagué intents d'ordenar territorialment la natura (1609-1635). És el cas dels escrits d'Huig de Groot (1583-1645) i John Selden (1584-1654), els primers que es plantegen posseir la mar per a dibuixar-hi fronteres, per tant, sobiranies. No hi tenim encara una presa de consciència sobre els efectes de la geografia sobre l'activitat humana, però sí que hi tenim uns caps conscients de les rivalitats existents i de les dificultats d'organitzar un territori nou, d'unes condicions naturals treballoses per a l'activitat humana.
L'escrit de l'economista anglès William Petty, Political Anatonomy of Ireland Posthum (1672), s'ha considerat igualment com a precursor de la geopolítica. Mitjançant una observació del mètode que aplica en l'ordenació de l'agricultura a les illes britàniques, es conclou que ja tenim una pràctica teòrica de la geopolítica.

Vers el segle XVIII, sota les Llums, Montesquieu (1689-1755), ideador de la separació de poders, aprofundeix sobre la reflexió deixada per Bodin i emet com a conclusions que la diferència existent en l'àmbit climàtic a les diverses latituds, ha donat peu a maneres de vida diferents amb les seues lleis consegüents. 
"són les diferents necessitats que generen els diversos medis climàtics les que formen les diferències en matèria viva; i les diferents maneres de viure han format les diverses formes de llei", Monesquieu, Esperit de les Lleis, 3a part, Llibre XIV, cap. X.
Per a Montesquieu, França seria un país climatològicament idoni per a establir-hi un sistema polític.

### Etapa disciplinària

#### Context i obertura de càtedres de geografia
La geopolítica neix com un estri per a complaure polítiques imperialistes, tal com veurem més endavant i com s'ha pogut esbossar més a dalt. Tot un context concret permet la seua institucionalització, gairebé que creació. Al segle xix la ciència triomfa mentre la societat viu un procés de laïcització. El sentiment generalitzat és que tot l'univers pot explicar-se mitjançant unes lleis naturals que només cal descobrir. Segons Alexandre Defay, professor de l'Escola Superior de França, també triomfa la teoria de l'evolució després d'un llarg procés d'acceptació i una actitud molt estesa llavors és l'aplicació del darwinisme a tot. És una època de Revolució Industrial, que vol dir, revolució científica i dels transports. El món s'empetiteix i es coneix molt millor. Hi ha doncs una gran confiança en la ciència i la seua capacitat per a canviar el tarannà de forma positiva. El triomf del nacionalisme reaplica novament fronteres a la geografia i això fa que siga més freqüent l'ús de la geografia per a delimitar espais. El colonialisme motiva guerres i actes de violència a l'Àfrica, Europa, l'Àsia o Amèrica, fins i tot a Oceania. Tots aquests factors tempten els estats per a fer de la geografia una eina o ferramenta que els permeta apropiar-se més bé dels territoris a colonitzar.
En paral·lel, durant el segle xix, la geografia germina, és a dir, es forma una branca del saber dedicat a entendre l'espai. Neixen societats científiques de geografia a les capitals imperials més importants d'aleshores. Exemple d'això París l'any 1821, Berlín l'any 1828 i Londres l'any 1830. A la meitat del segle hi ha prop de vint societats obertes, vora el final del segle ja en són prop d'una setantena. És en aquest context que estats com l'alemany obren les seues primeres càtedres de geografia per a fer-ne ús polític. L'any 1874 s'obre efectivament una càtedra a Berlín amb l'objectiu de servir millor els interessos lligats a la guerra francoprussiana. I, malgrat tot, no tot és un ús polític, existeixen geògrafs que es deslliguen de les acadèmies i l'establishment per a proposar, per exemple, una geografia que faça visible la manera com l'home destrueix la superfície terrestre amb les seues activitats econòmiques. Són postures provinents del francès Élisée Reclus (1830-1905) i del rus Piotr Kropotlein (1842-1921).
És de la intencionalitat política que neix la geopolítica.

#### La geopolítica clàssica
Les primeres teories geopolítiques de domini del món s'elaboren tot començar el segle xx. La Primera Guerra Mundial ja fa que molts geògrafs siguen requerits pels governs. La geopolítica o geografia política germina i vers el període d'entreguerres ja és coneguda als Estats Units, i practicada a França, Anglaterra i Alemanya. Ràpidament en sobreïxen dues grans teories: l’alemanya i la britànica. Responen a un món multipolar en què s'hi discuteix sobre qui s'emporta l'hegemonia, segons que fa saber l'Associació d'Estudis de les Relacions Internacionals de Portugal. Cal pensar que ens trobem efectivament a tocar de la Primera Guerra Mundial, on germina la Segona Guerra Mundial, és a dir, diversos imperis competeixen per l’hegemonia mundial, com ara França, Alemanya, l’Imperi britànic, Itàlia, etcètera.
Les teories relacionades amb la competència pels recursos naturals d'aquests dos cercles (alemany i britànic) són oposades. Tot gira al voltant de l'oposició mar-terra. Per al cercle alemany, els imperis que dominarien el món serien els terrestres, situats a Euràsia. A la contra, el britànic considera que els imperis en dominar el món serien els marítims. Les dues maneres de veure la geografia són deterministes. Es fa evident, la geopolítica ensuma a guerra, sang i morts.
Aquesta mena de teories prenen ressò en tant que el seu ús com a instrument per a justificar ambicions imperials posa la geopolítica al centre de les mirades. En començar, la reputació de la geopolítica és "sulfurosa" segons el geògraf francès Amäel Cattaruzza. El sociòleg francès Émile Durkheim (1858-1917) denuncia llavors que per a aquesta nova aproximació geogràfica "la terra ja no explica l'home, però l'home explica la terra" [trd.] o dit altrament, ja no és la terra qui fa l'home, però l'home qui fa la terra. Dins aquesta mateixa filada trobem les crítiques del geògraf Paul Vidal de la Blanche (1845-1918) o d'altres autors com ara Isaiah Bowman (1878-1950) i Albert Demangeon (1872-1940). Bowman considera que existeix efectivament una geografia política, que els EUA haurien d'interessar-s'hi més, però que la geografia política que es fa a Alemanya és fantasiosa, allunyada de tota ciència. En resum, considera que la geopolítica alemanya és esbiaixada, al servei de la política.
El món adopta les postures d'una o altra dels dos cercles. Per exemple, Amèrica del Sud. Mentre Mèxic, influenciat pels EUA, considera que la geopolítica és una "ciència nazi" [trd.] i per aquest motiu la denuncia, el Brasil opta per fer ús de la geopolítica per a tornar el país una potència marítima, centre del sud d'Amèrica i acostar-se als EUA. Les seues postures són més aviat britàniques, així mateix contempla apropar-se a l'Antàrtida. Hi destaquen militars com ara Màrio Travassos i més endavant, després de la Segona Guerra Mundial, Golbery do Couto e Silva. L'Argentina es deixa endur per l'escola alemanya i es queixa de la teoria de les "fronteres vitals" [trd.] del Brasil, que considera expansionista. De fet, és una nova aproximació a la teoria de l'"espai vital" [trd.], una represa de la teoria de "les fronteres naturals" [trd.] elaborada pel Cardenal Richelieu, segons l'Enciclopèdia italiana Treccani. L'Uruguai també adopta una postura similar a l'argentina quant a afers brasilers, però denuncia semblantment que l'Argentina, amb raó, procura igualment la seua pròpia hegemonia i, de passada, recuperar les Maldives. Xile, per la seua banda, fa com Bolívia acaba fent, és a dir, es veu contrariat per la Guerra del Pacífic (1879-1883), de manera que prova de recuperar mar tot adoptant postures germanòfiles. Tant el dictador Pinochet com Francisco Franco s'entusiasmen per la geopolítica. La concepció de la suposada nació espanyola a l'Imperi espanyol arriba inclús a ser geomètrica, cosa que l’apropa al cardenal Richelieu.
Al Japó la geopolítica no troba "immediatament" un "entusiasme" entre la premsa acadèmica, segons l'historiador francès Florian Louis. "Les principals revistes acadèmiques nipones de geografia" reben la geopolítica "de manera més aviat crítica" [trd.], contràriament a Itàlia que de la mà d'Ernesto Massi (1909-1997) i Giorgio Roletto (1885-1987) obre la revista Geopolitica, de caràcter germanòfila. La raó d'aquestes crítiques té a veure amb la visió determinista començada per Friederich Ratzel. Segons els seus postulats, "les tribus, les famílies", les persones, en definitiva, però "els estats" també, es relacionen amb "el seu espai natural per mitjà d'uns vincles ecològics que els permet de sobreviure, créixer i, eventualment, expandir-se" (A. Albe, D. Garcia Ramon: 2009). Així, segons el determinisme ambiental de Ratzel, cada nació tendix tot naturalment a expandir-se fins a trobar el seu espai vital (Lebensraum).
Tot això ens indica que la mirada de Ratzel està del tot influenciada pel darwinisme. Segons M. Dolors Garcia Ramon, al llibre Politische Geographie, l'autor hi compara l'estat amb un organisme natural que "ha de créixer o morir". Encara que Ratzel mai no fera costat a la idea de races superiors, aquest determinisme ambiental és instrumentalitzat per l'Alemanya nazi. A la derrota d'Alemanya a la Primera Guerra Mundial el militar Karl Haushofer (1869-1946) es reconverteix a la geografia i mitjançant la geopolítica teoritza la necessitat suposada d'Alemanya de tenir el seu espai vital. És a dir, teoritza o justifica ajudant-se de la geopolítica l'annexió de territori aliè. Així aplica el darwinisme a les relacions polítiques entre estats i crea la revista Zeitschirf für Geopolitk. Dins hi distingeix la geografia política, que correspondria a l'explicació de la política mitjançant la geografia, i, d'altra banda, la Geopolitik, que sota la seua ploma ha de servir a Alemanya per a annexionar-se Alsàcia i Lorena. És a dir, mitjançant la geografia reivindica una esfera natural d'expansió d'Alemanya a Europa.
Aquesta vessant determinista i posteriorment instrumentalitzada va ser altament perillosa perquè va generar la Segona Guerra Mundial amb les conseqüències derivades com fou l'Holocasut i l'intent igualment d'exterminar tota dissidència a més d'homosexuals o gitans. El Japó va trobar, per exemple, interès en la geopolítica quan va mirar d'expandir-se cap a Manxúria. Segons Florian Louis, el Japó comença a traduir literatura de la geografia alemanya i dibuixa mitjançant la revista Chiseigaku les línies de la Gran esfera de coprosperitat de l'Àsia de l'est. És a dir, mitjançant una associació japonesa de geopolítica es posa a la venda material propagandístic amb els territoris que el Japó volia annexionar-se. Per aquest motiu, Amäel Cattaruzza advertix que la geopolítica no és cap ciència, "no cerca lleis" ni "té constants geogràfiques o naturals". És un mètode d'estudi i prou.

#### La prohibició de la postguerra
Alemanya i França prohibeixen la geopolítica a les universitats després de la Segona Guerra Mundial. De retruc els veïns fan la mateixa cosa. El trauma deixat per la Segona Guerra Mundial justifica desacreditar la geopolítica mundial. Es torna de cop i volta una ciència nazi. Fa mala olor i ja no es pot cursar, si més no de cara al públic. En efecte, de geopolítica se'n va continuar fent rere les càmeres. La reconfiguració posterior del món en l'àmbit polític és fruit de l'aplicació de la geopolítica per part dels EUA. La posada en marxa de la Guerra Freda torna a posar al dia la geopolítica entre els governs que tornen a fer-ne ús malgrat que públicament siga bandejada.
En efecte, els EUA i Anglaterra busquen reconfigurar el món en favor seu als anys 1940. Les teories d'alguns geògrafs mexicans hi participen. El primer pas és estudiar de gom a gom la geopolitik alemanya. Per això ixen treballs variats que analitzen les concepcions alemanyes. És el cas de Derwent Whittlesey (1890-1956), Charles Colby (1884-1965) i Richard Hartshorn (1899-1992). El govern estatunidenc fa crear un grup territorial d'estudis de la pau i la guerra. Les teories terrestres, és a dir, la de Ratzel, són aparcades. Alfred Thayer Mahan (1840-1914), un dels teòrics del domini marítim, que havia estat reprès pel geògraf anglès Halford Mackinder (1861-1947), veu al seu torn com es reelabora la teoria del domini marítim amb Nicholas Skypman, qui reorienta el poder marítim cap al poder terrestre.  Alemanya ix del heartland, existeix un Rimland que encercla Rússia (a l'època l'URSS) i la idea fa èxit. El món es reconfigura així doncs sota el sistema atlantista, recolzat per l'ONU, el Banc Mundial, el GATT (FMI), etcètera. França i Anglaterra en treuren molt de profit.
Fora del bloc capitalista, Rússia reprèn tota la literatura marxista d'entreguerres per a denunciar que els Estats Units fan servir militars per a refrescar o reciclar la geopolitik alemanya amb l'afany d'expandir l'Imperi americà. Karl August Wittfogel (1898-1988) o Nikolai Bukhaine (1888-1938) són molt emprats. En el període d'entreguerres, efectivament, tots dos autors denunciaren que la geopolítica és una "ciència nazi" [trd.], però, alhora, una eina pròpia de l'imperialisme, utilitzada per a oprimir els més febles. Aleshores i fins al final oficial de la Guerra Freda, l'habitud ha estat de desqualificar les seues denúncies tot pretextant que són comunistes. El bàndol contrari, però, denuncia que aquestes acusacions no poden sinó venir de la dreta, diríem hui fins i tot de l'extrema dreta.

El bloc soviètic feia circular propaganda que denunciava la geopolítica. Són prou coneguts els fulletons que es distribuïen en romanès i anglès als anys 1950. Dins s'hi pot llegir,
"exactament com ho varen fer els nazis que clamaven que la raça germànica era superior i tenia necessitats de tindre el seu propi "Lebensraum", hui, els geopolitòlegs americans reclamen de la mateixa manera el seu "Lebensraum" per a expandir infinitament els seus monopolis" [trd]. Pamflet distribuït a Romania el 1955 (anònim).
Públicament, la poca geopolítica que es fa durant el període que va del final de la Segona Guerra Mundial fins a l'entrada dels anys 1980 és geohistòria. A les classes de primària i de secundària, fins i tot a la universitat, s'hi combina la geografia i la història. És a dir, s'hi utilitza la geografia per a explicar la història. Si més no això hauria d'haver estat la intenció perquè al capdavall la poca bona fama que pren la geopolítica dur les escoles a configurar unes classes de geografia on la memorització de llacs, pics i oceans no dona més perspectives.
L'Escola dels Annals no deixa de fer evident la necessitat de llegir igualment la història mitjançant la geografia perquè la incorpora dins els seus treballs. Per a l'historiador Florian Louis, a França s'hi ha acabat fent geopolítica de forma més o menys oberta, tot i que mai es diguera públicament. En efecte, en la postguerra, el geògraf anglès David Harvey demostra mitjançant una lectura marxista, que no significa soviètica (o emanant del poder sovètic), que la geografia és un ítem més del capitalisme i l'imperialisme. Això voldria dir que no es pot pas explicar exclusivament la història a través de la ideologia, sinó que cal afegir-hi igualment altres elements d'explicació com la geografia mateixa perquè aquesta, si no duem la lectura a l'extrem i en fem un determinisme, influencia l'activitat humana. Per tant, constata David Harvey anys més endavant, la invasió dels EUA de l'Irac no es podia haver dut a terme sense haver utilitzat la geopolítica. Per extensió, les raons per les quals França obté la bomba atòmica o intenta mantindre les seues colònies, la força deixada igualment per a evitar la independència de les illes d'ultramar, etcètera, posen de manifest que el país també recórrer a la geopolítica, a pesar que ningú no l'estudie obertament. Com a mínim, Stephen Kotkin fa veure que les guerres de l'URSS necessitaven coneixement geopolític, significaria que el comparatiu amb França és pertinent atès que l'autor perllonga l'ús de la geopolítica per part de Rússia fins a Pere el Gran i els seus encontres amb el Regne de Suècia.
Els Estats Units ja s'ocupen d'instal·lar la seua pròpia càtedra de geopolítica a Panamà. Promou cops d'estat al sud d'Amèrica per a imposar-hi règims feixistes que continguen el comunisme. En aquesta tasca, la càtedra de geopolítica de Panamà va servir per a formar els estats feixistes sud-americans a la defensa contra el comunisme. Una situació que no devia agradar a tothom. Josué de Castro, activista de nacionalitat brasilera i perseguit pel règim feixista que governava el seu país, resolgué publicar Geopolítica da fome l'any 1951. Dins, hi denuncia que les teories sobre la pobresa al món són falses i utilitza la geopolítica no pas per a fer la guerra, per a formar dictadures o per a transformar un món segons els interessos del seu propi país, sinó per a demostrar que hi ha un problema de distribució dels recursos.
El gran constat és que a la Guerra Freda els dos bàndols s'acusaven mútuament de fer geopolítica com l'alemanya i, factualment, tots dos feien geopolítica clàssica. En efecte, segons Florian Louis, Edmund Walsh (1885-1956), jesuïta, va ser utilitzat pels Estats Units per a fer patent que l'URSS feia geopolítica, contràriament als EUA. Ara bé, si es reconeix, els EUA arguïxen que fan geopolítica per a la pau.

### Etapa postdisciplinar

#### La reconversió de la geopolítica
A la dècada dels anys 1970 els canvis en la Guerra Freda fan possible el ressorgiment de la geopolítica. La dualitat entre dues potències imperials comença a trobar el seu final. Això és degut a les descolonitzacions. Hi ha regions en conflicte i la dinàmica bipolar ja no té tant de pes. L'amenaça nuclear es veu menys factible. Finalment, l'aparició del component petrolier amb l'OPEP clou el clau. Per tot plegat ja no fa sentit excloure la geopolítica. Ans al contrari, la geopolítica explicaria millor la configuració mundial i per això es comença a recuperar. Bolívia, l'Equador o l'Uruguai fan llavors geopolítica i se centren sobretot a explicar les pèrdues de fronteres, la seua posició d'estats petits entre estats grans i d'ambicions hegemonistes.
En aquest context Henry Kissinger, assessor en seguretat del president estatunidenc Nixon, reprèn la geopolítica als seus discursos i de forma oberta. De manera més o menys automàtica crea un efecte dòmino. La premsa en parla i això contribueix al seu ressorgiment. L'assessor entén llavors que la política de contenció és massa ideològica i que per a fer front al nou context, els EUA han de reposicionar-se. La geopolítica en seria la clau. Els estudis es reprenen amb la publicació de White House Years (Kissinger, 1979). Per exemple, a Alemanya Hans-Adolf Jacobsen (1925-2016) publica Karl Haushofer, Leben und Werk l'any 1979 on hi diu haver-hi encara interès per la geopolítica al país germanòfon. A Anglaterra també s'hi publica The Geopolitics of Nuclear Era (Colin S. Gray), l'any 1985 l'OTAN fa publicar On Geopolitics: Classical and Nuclear, el mateix any Geoffrey Parker publica els seus assaigs, així com Peter J. Taylor publica l'any 1977 Political Geography.
Leslie Hepple publica The Revival of Geopolitics on hi permenuturitza les anàlisis i autors que van dels 1970 fins als 1980.
La situació no agrada. El geògraf francès Yves Lacoste diu voler reconvertir la geopolítica en un mètode d'estudi dels conflictes polítics territorials. Denuncia a través d'un article seu publicat a Le Monde el 8 de juny del 1972 que a les escoles no s'hi aprèn res. Els alumes fan "geografia de professor" [trd.] que vol significar que no entenen quina és la lògica i la pràctica d'estudiar geografia. Memoritzen noms de llacs i pics com si allò fora l'essència mateixa de la geografia.
El geògraf pareix sobretot escandalitzat per les conseqüències de la Guerra al Vietnam. Els Estats Units es comporten com un imperi i oprimeixen el Tercer Món (hui sud global), tot plegat a la cerca de recursos i de domini cultural. Cal dreçar doncs la geopolítica contra els opressors i tornar-la un mètode d'estudi per tal que els ciutadans facen front a l'imperialisme. Per tant, mitjançant un llibre que amplia l'article inicial, fa entendre que la geografia no és neutral ("la geografia serveix, abans de res, a fer la guerra" [trd.]). La seua intenció era retornar a fer com Heròdot i utilitzar-la per a entendre els conflictes polítics territorials del món contemporani. Funda llavors la revista Hérodote. Diversos geògrafs s'hi afegeixen. És la tornada de la geopolítica i Jaume Miravitlles i Navarra (1906-1988), militant catalanista i activista favorable a la república, ho denuncia a Geografia contra Geopolítica l'any 1972.
Aquesta nova mirada s'allunya del traç que havien iniciat els geògrafs francesos del període d'entreguerres. En efecte, Paul Vidal de la Blache, després de criticar la instrumentalització que Alemanya feia de la geografia, reprèn la matèria i, a banda de suavitzar les aportacions de Ratzel, defensa a Géopolitique (1917) que Alàsia i Lorena són franceses. És a dir, la iniciativa d'Yves Lacoste és del tot oposada a la instrumentalització que hi hagué fins i tot dins els treballs de geopolítica francesos. Passa que tan bon punt s'hi posa França, Yves Lacoste fa recerca sobre les intencionalitats veritables de l'URSS i les vies per les quals l'OTAN hauria de defensar-se'n.
Yves Lacoste critica fins i tot les noves aproximacions dels geògrafs francesos que neguen l'existència de fronteres naturals i parlen de fronteres "espirituals" [trd.] perquè si la geografia incideix en l'activitat humana, l'ésser humà mateix també és capaç d'incidir sobre la geografia, cosa del tot certa. Geògrafs descontents amb l'actitud de Lacoste, marxen a Suïssa on funden la seua pròpia visió de la geopolítica. En efecte, acusen Lacoste d'emblanquir una "ciència nazi" [trd.] i en lloc de rehabilitar-la, diuen preferir fer "geografia política" [trd.]. Claude Raffestin seria un exemple de veu discordant.

#### La vulgarització de la geopolítica
A partir dels anys 1990 es banalitza la geopolítica als països francòfons i anglòfons. Per exemple, el canal de televisió francès dedicat a la cultura, ARTE, divulga la geopolítica de forma massiva gràcies al programa Le Dessous des Cartes. La geopolítica segons la volia concebre Yves Lacoste va prenent forma de mica en mica mentre geògrafs, politòlegs i militars publiquen els seus assaigs, com ara Michel Koriman (Quand l'Allemagne pensait le monde, 1990) o Gearóid Ó Tuathail (Critical Geopolitics, 1996). Tuathail aporta un punt de vista molt diferent i molt nou fins llavors. Diu ser inútil fer cartesianisme sobre la geopolítica, tal com l'hauria fet Yves Lacoste. És a dir, seria estèril voler trobar objectivitats dins la geopolítica. És més pragmàtic reconèixer que la geopolítica és un objecte de poder, però que aquest mateix objecte de poder forneix coneixement.
En aquest context, el geògraf estatunidenc d'origen polonès, Zbigniew Brzezinski (1928-2017), es posa al servei del poder i dibuixa les polítiques imperialistes dels EUA per a l'inici de nou segle. En efecte, dins The Grand Chessboard, recicla els propòsits d'encerclar Euràsia i s'imagina un món en què els EUA han de fer front a un gran rival asiàtic, com la Xina, qui pretén arrabassar-li l'hegemonia. En paral·lel, Alexandre Duguín, militar rus, aconseguïx popularitzar la geopolítica a Rússia i fer-la integrar a les universitats on es torna una "ciència". D'extrema dreta, ajuda a elaborar la teoria de la Rússia-Illa, represa per Vadim Tsymbursky (1957–2009). El món seria naturalment multipolar de manera que les tres civilitzacions (l'ortodoxa, la catòlica i la musulmana) existents, haurien d'aprendre a viure dins la seua pròpia illa, però cal abans d'això fer caure "el gran mal" [trd.] (Occident) i recuperar els estats emancipats a la caiguda del mur de Berlín.
Cap als anys 2000, la situació de multipolaritat es fa visible amb el miracle xinès. L'Índia, el Brasil, la Xina, Sud-àfrica i Rússia creixen econòmicament mentre que els països industrialitzats entren en una crisi econòmica monstruosa. La Xina i Rússia particularment aspiren a revertir el sistema atlantista en favor seu i es proposen com a noves potències. Es parla llavors de món multipolar i s'hi discutix sobre qui s'emporta l'hegemonia. Dins d'aquest context, les teories de "la fi de la història" [trd.] (Francis Fukuyama) i del "xoc de civilitzacions" [trd.] (Samuel  Huntington) permeten fer geopolítica formal (Ó Tuathail). Les lectures pròximes a Fukuyama consideren que els EUA ja han aconseguit l'hegemonia absoluta amb el final oficial de la Guerra Freda i per aquest motiu s'exhaureixen les ideologies i tothom tendirà a adoptar el model nord-americà, mentre que els partidaris de Huntington troben que, tot el contrari, la pau no és a la vista i, ara que ha desaparegut el comunisme, reeixiran les tensions identitàries. La certesa d'aquests dos contorns de dibuix hegemònic del món és que han servit sobretot perquè l'extrema dreta dels EUA, França, Anglaterra i altres aliats d'aquests, promoguen el racisme contra la població de parla majoritàriament àrab. Les dues teories es revelen abans de res més, discursos de relat (storytellers, Klaus Dods) perquè creen la realitat, més que l'exposen (geopolítica pràctica, Ó Tuathail).
Als anys 2010 la geopolítica torna a ser reincorporada a secundària als països francòfons, a més d'universitats francòfones i no-francòfones, mentre se'n fa un gran ressò a escala mundial. Ressorgeixen neologismes d'antuvi que fan clara referència a la guerra però que ací fan ofici de pescaclics com ara geoeconomia, geoestratègia o geopolitòleg. De forma general, si més no als països lusòfons i castellanòfons, el terme geopolítica és utilitzat banalment, com a forma de crida. Habitualment sense cap mena d'intenció pedagògica, molt sovint per a reforçar les teories imperialistes d'un camp o de l'altre. La geopolítica esdevé un terme confús perquè ningú no sap definir-la i tampoc no en sap l'historial.
A Hongria i aliats seus, com ara Rússia o la Xina, la geopolítica serveix per a llançar un discurs antiamericà (la Rússia-illa), alhora que reforça les línies imperialistes russo-xineses. És manifest aleshores, la geopolítica no és cap ciència, malgrat que aparega així mateix a la premsa. No serveix per a res més que per a atendre les ambicions dels estats que ostenten armades i volen fer-se hegemònics. Es torna a divulgar geopolítica d'abans la guerra i per això destaquen teories del complot al voltant de la geopolítica. Els neologismes ixen tot sovint de produccions que fan passar la geoeconomia, per exemple, com a subdisciplina de la geopolítica, reglada de vegades a ciència o a mètode.
Malgrat que la geopolítica va tornar a les aules, fora d'aquestes els governs de països com ara els EUA, Rússia, la Xina, França o el Regne Unit feien servir la geopolítica com abans la guerra. No  són pas els únics. Pedro Baños, militar espanyol, es dedica a treballar per a l'Imperi espanyol i hi publica la seua teoria de com cuir-s'ho perquè Espanya es faça un imperi totpoderós per al segle XXI (Geohispanidad, 2024).

## Autors de la geopolítica
L'estudi de les idees i la biografia de cada autor que ha aportat alguna teoria a la geopolítica pot ser de gran utilitat.
| Anys 1910 fins als 1930: - Paul Vidal de la Blache (França) - Friedrich Ratzel (Alemanya) - Alfred Thayer Mahan (Estats Units) - Albert Demangeon (França) - Ernesto Massi (Itàlia) - Giorgio Roletto (Itàlia) - Karl Haushofer (Alemanya) - Halford John Mackinder (Anglaterra) - Élisée Reclus (França) Anys 1940 fins als 1960: - Jean Gottmann (França) - Mário Travassos (Brasil) - Golbery do Couto e Silva (Brasil) - Derwent Whittlesey (Estats Units) - Charles Colby (Estats Units) - Richard Hartshorn (Estats Units) - Ramon Cañas Montalva (Xile) | - Nicholas Skypman (Estats Units) - Karl August Wittfogel (Alemanya) - Nikolai Bukharin (Rússia) - David Harvey (Anglaterra) - Stephen Kotkin (Estats Units) - Josué de Castro (Brasil) - Edmund Walsh (Estats Units) - Camille Vallaux (França) - George Renner (Estats Units) - Carl Schmitt (Alemanya) - Segundo Storni (Argentina) - August Pinotxet (Xile) Anys 1970 fins als 1990: - Yves Lacoste (França) - Hans-Adolf Jacobsen (Alemanya) - Colins S. Gray (Estats Units) - Goffey Parker (Anglaterra) - Peter James Taylor (Anglaterra) | - Leslie Hepple (Anglaterra) - Jaume Miravitlles i Navarra (Països Catalans) - Claude Raffestin (Suïssa) - Michel Koriman (França) - Gearóid Ó Tuathail (Irlanda) - Zbigniew Brzeznski (Estats Units) - Alexandre Duguín (Rússia) - Vadim Tsymbursky (Rússia) - Edward Luttwak (Estats Units) - Joeph Nye (Estats Units) - Luis Alba Lorrea (Equador) - Mario Ojeda (Mèxic) - Gustavo Cirigliano (Argentina) |

## El mètode i el seu lèxic

### Lèxic de la geopolítica
La geopolítica és un mètode multidisciplinari perquè necessita obligatòriament coneixements en història, ciències polítiques, economia, geografia (física i humana), sociologia, antropologia, lingüística, religions, climatologia, guerra, etcètera.
Arran de la fusió de tots aquests coneixements, apareix un lèxic concret que convé estudiar,
| - Estat fallit - Governança - Pragmatisme - Diplomàcia - Pax Gallica - Espionatge - Pax America | - Poder transversal - Potència - Imperi - Frontera - Recurs natural - Primeres matèries - Comerç internacional - Guerra | - Espai marítim - Espai aeri - Espai terrestre - Col·lapsologia - Complex militar-industrial - Canvi climàtic - Idealisme - Realpolitik | - Proteccionisme - Liberalisme - Energia - Hegemonia - Caos - Ordre - Estratègia - Ciutat mundial - Conflicte |

### Mètode
Abans dels anys 1970, no fa cap mena de sentit de parlar de mètode, perquè al capdavall qui feia geopolítica eren geògrafs o/i militars que utilitzaven dels estudis realitzats en geografia física i humana per a aplicar-hi lectures polítiques; sovint aquestes lectures anaven encaminades a elaborar estratègies de guerra. La necessitat de tindre un mètode sorgeix amb el gir de guió que fa el geògraf francès Yves Lacoste. Necessita efectivament tindre un mètode amb què es puga estudiar els conflictes territorials a les aules. Per tant, el mètode dit geopolítica, ens l'ha elaborat Yves Lacoste.
Consisteix a analitzar diacrònicament i diatòpicament els territoris en conflicte, siguen petits o grans (microestat, micronació, estat de mida xicona, de mida mitjana, de mida gran o de mida continental), tinguen qui tinguen com a veí, el territori del qual també haurem d'analitzar diacrònicament i diatòpicament.
La diacronia n'analitzaria l'evolució del conflicte a través del temps mentre que la diatopia n'analitzaria l'evolució del conflicte a través de l'espai.
És a dir, hi ha un territori en conflicte. L'hem d'agafar i analitzar-lo diacrònicament i diatòpicament. Haurem de preguntar-nos què està en joc, què s'hi juga o quina és la juguesca.

#### Anàlisi diatòpica
És a dir, en primer lloc, cal tindre coneixement de cartografia perquè amb els mapes analitzarem diatòpicament el conflicte.
En efecte, els mapes permeten apropar-se a les característiques físiques del territori en conflicte. A més, aporten informació sobre els recursos disponibles, les activitats humanes que s'hi realitzen, el mode d'ocupació d'aquestes, els dibuixos culturals i polítics que s'hi han traçat, etcètera. Per a fer-ho, cal tindre present que la cartografia deforma el planeta perquè la Terra és esfèrica i la cartografia és plana. Per tant, per a fer una anàlisi diatòpica, cal considerar les diverses escales (gran, mitjà, xiquet) de les projeccions, però també el punt de vista des d'on ens mirem el mapa.
Efectivament, l'Àsia acostuma a realitzar mapes on la Xina és al centre i Europa o Amèrica són a la perifèria. Aquesta manera de fer és pròpia a cada país/continent. Europa posa el seu mateix continent al centre de la representació cartogràfica. Per tant, a l'hora de fer diatopia, cal considerar el punt de vista des d'on es projecta la Terra i, de cops, regirar fins i tot el sentit del mapa del territori en conflicte que abordem per adonar-nos de quin país tenim més a prop.
Hi ha projeccions conformes, equivalents, equidistant o afitàctiques.
Dit altrament, amb l'estudi cartogràfic del territori en conflicte, podem examinar doncs els desplaçaments, la gestió, el consum i el gust de l'aigua i/o dels carburants a partir d'una propietat personal (habitació, jardí,...) fins a escala planetària tot passant per escales més reduïdes com els barris, les regions o anar en direcció a altres tipus d'aglomeracions i divisions territorials, fins i tot per espai rural, graus administratius, etcètera.
En aquest estadi, estem recollint informació quantitativa.

#### Anàlisi diacrònica
L'anàlisi diacrònica és qualitativa. Procura saber dins una escala del temps, com han estat els clivatges ètnics, lingüístics, religiosos, socioeconòmics, etcètera. Ho fa en comparació als veïns, però els analitza també dins el territori mateix en conflicte. Això fa sorgir altres tipus de relleus o urbanitzacions i unes activitats humanes condicionades pels recursos naturals, el clima, la vegetació, la demografia, la situació geogràfica mateixa del territori en conflicte, etcètera. Això demostra que la geografia no és un ens orgànic amb vida pròpia, sinó que l'ésser humà la modifica segons les seues necessitats econòmiques, polítiques o culturals.
Segons Pierre Gourdin, geògraf especialitzat en geopolítica, "no hi ha gairebé cap avantatge o hàndicap absolut" [trd.]. És a dir, quan hàgim de fer una anàlisi diacrònica, ens trobarem amb avantatges i desavantatges a cada territori en conflicte i cap dels dos aporta un avanç absolut. La geografia és com és i l'activitat humana mira de modificar-la per a treure'n partit. Això fa aparèixer dibuixos de caràcter cultural, polític o econòmic al mapa. Cal analitzar-los tots diacrònicament, és a dir, dins una escala del temps. Això inclou igualment l'anàlisi dels actors en joc, els llocs emblemàtics en joc, les rivalitats polítiques en joc o les friccions culturals en joc.

#### Anàlisi del poder transversal
En fer anàlisi diacrònica també cal considerar que tot imperi procura prendre el poder tou i fort, de forma que els hem d'estudiar,
- Poder fort
  - Tindre potència militar
  - Tindre un bon departament d'espionatge
  - Posseir recursos naturals
  - Posseir una gran porció demogràfica i territorial
  - Tindre tecnologia a la punta
- Poder tou
  - Tindre capacitat econòmica
  - Tindre influència diplomàtica
  - Tindre influència cultural
  - Tindre capacitat de comunicació
  - Tindre un accés al coneixement

#### Anàlisi de les representacions
En darrer lloc, en fer anàlisi diacrònica, cal no oblidar-se d'explicar els esdeveniments a partir d'una anàlisi de les representacions de cada bàndol del conflicte. És a dir, cada actor implicat en el conflicte té les seues pròpies cosmovisions de forma que aborda al conflicte de manera diferent. Per a entendre correctament cadascuna de les parts, es torna doncs necessari estudiar les representacions de cada bàndol i exposar-les per tal que siga una exposició de fets en acord amb la realitat.

#### Esborrany final
L'anàlisi diacrònica necessita sobretot un recull d'informació per a fer-ne una interpretació final que s'uneix a les informacions recollides en l'anàlisi diatòpica. Un bon exemple de com hauria de quedar el resultat final són la sèrie de programes Le Dessous des Cartes del canal de televisió ARTE. Un altre exemple seria la Pissarreta d'en Partal (VilaWeb), que es pot consultar a YouTube (cliqueu ací).

## Teories del domini del món
Per a Gearóid Ó Tuathail existeixen diversos tipus de geopolítica. L'autor parteix de l'axioma que no es pot fer cap anàlisi positivista de la geopolítica perquè és un objecte de poder, fet que no impedeix que se'n puga extreure coneixement.
D'aquesta forma, conceptua tres tipus de pràctiques geopolítiques a la societat:
- la geopolítica formal, que trobarem a les universitats. Geògrafs i politòlegs fan recerca. Elaboren les seues teories que es publiquen. La premsa les discuteix.
- la geopolítica popular, que reuneix el conjunt de produccions culturals destinades al gran públic, les quals permeten de crear un imaginari col·lectiu que faça acceptar a la població el que és aplicat i ja treballat prèviament dins la geopolítica formal
- la geopolítica pràctica, que resumidament correspondria a la posada en marxa de la geopolítica formal per part dels governs interessats a dur-la a terme

A la història, potències variades han mirat de formalitzar maneres de dominar el planeta. Vet ací algunes teories de la geopolítica formal.

### La teoria de la terra-pivot
Mentre l'estat alemany revisita les teories de l'antropogeografia de Ratzel, Anglaterra veu l'arribada de la geopolítica als seus diccionaris gràcies a l'historiador hongarès Emil Reich (1854-1910).
El cercle de geògrafs anglosaxons és atlantista. Per això mateix Alfred Mahan defineix la potència d'un estat a través del domini de les mars i oceans (teoria de l'imperi marítim). Aquesta definició fa aparèixer termes com "neoatlantisme" o "atlanisme". Alfred Mahan pensava que el predomini internacional està estretament lligat a la mar, bé siga en òptica comercial en temps de pau, bé siga pel control de la mar en temps de guerra.

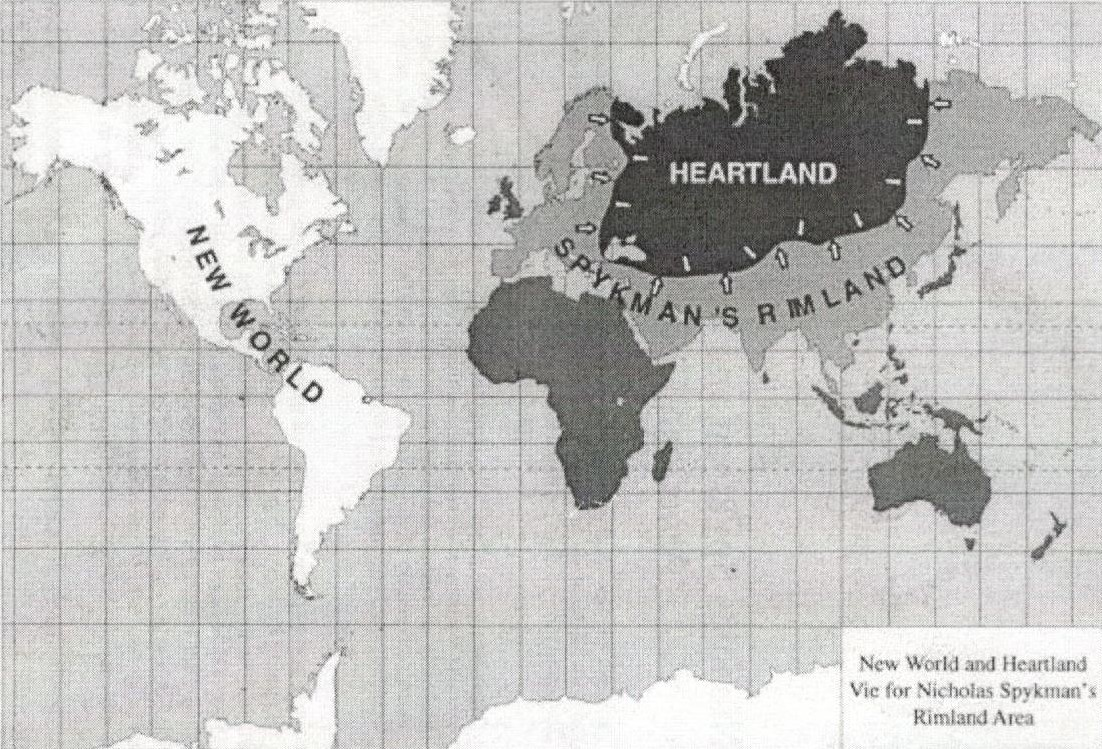
Mapa del món basat en els conceptes geopolítics bàsics de "Heartland" (terra-pivot) i "Rimland" (cèrcol)

De manera més o menys similar, altres geògrafs han redefinit aquesta teoria de l'imperi marítim. Per exemple, Halford John Mackinder, que concep el planeta com un conjunt compost per un oceà mundial, una illa mundial (Àfrica, Àsia, Europa) i grans illes perifèriques o Outluings Islands (Amèrica, Austràlia).
Per a Mackinder, per a dominar el món, cal dominar l'illa mundial i principalment el cor de l'illa, el Heartland, veritable "pivot geogràfic de la història" [trd.] (que va de les planes d'Europa central a Sibèria occidental en direcció de la Mediterrània, l'Orient Mitjà i l'Àsia del Sud). Així, l'Imperi britànic, que s'ha construït amb el domini dels oceans, hauria de posicionar-se sobre terra dominant per continuar essent una gran potència mundial.
L'aproximació geopolítica anglesa ens envia cap a una voluntat de domini del món pel comerç.
L'aproximació estatunidenca a la geopolítica esdevé una continuïtat de la britànica. En efecte, Nicholas Skypman pot ser considerat com a deixeble crític de l'Alfred Mahan i de l'Halford Mackinder. El seu treball es fonamenta sobre els mateixos postulats que Mackinder: la unitat de la política global i de les mars. A diferència dels seus companys, estén aquesta teoria del domini de les mars a la dimensió aèria, ideació extreta de la cartografia de Karl Haushofer. Spkyman pensa que els Estats Units han de controlar els estats del rimland per tal d'imposar-se com a potència, és a dir, com a imperi.

### La teoria de la Rússia-illa
Després de la caiguda de la Unió Soviètica, Rússia abandona tota la literatura marxista sobre la geopolítica i la regira per a canviar-ne el diàleg de la lluita de classes cap a una lluita de civilitzacions.
En efecte, Alexandre Duguín, militar rus, publica un primer escrit sobre geopolítica dins una actitud contrària al marxisme i la literatura que s'havia produït fins llavors. Això torna a popularitzar la geopolítica als anys 1990. De retruc, en aquest país, la geopolítica esdevé una "ciència" [trd.] que explica les relacions internacionals.
D'extrema dreta, Duguín aquista la idea que existeixen tres civilitzacions al món (l'ortodoxa, la catòlica i la musulmana), de forma que el món és naturalment multipolar. La caiguda de l'URSS hauria tornat Rússia una illa envoltada d'estats-coixins, idea recolzada per Vadim Tsymbosky (1957-2009). Tsymbosky s'estima més parlar de "Gran Corredor Limítrof" [trd.], no pas d'estats-coixins, perquè en reprendre'n la teoria, considera que al bell mig de les tres civilitzacions (que fa anomenar de "plataformes civilitzadores" [trd.]) hi ha estats que no són res més que troços sense sentit que estarien fent de coixí a les tres civilitzacions.
Duguín i Tsymbosky discrepen, però, sobre el Gran Corredor Limítrof. Per a Duguín, Rússia és una illa que ha de recuperar els estats-coixins. Hauria de lluitar contra un "mal global" [trd.], que correspon a Occident, en pro d'una unió entre les tres civilitzacions. En canvi, Tsymbosky, troba que les tres illes (les tres civilitzacions viurien dins una illa) han d'aprendre simplement a viure dins les seues pròpies plataformes civilitzadores.

### La teoria de les panregions

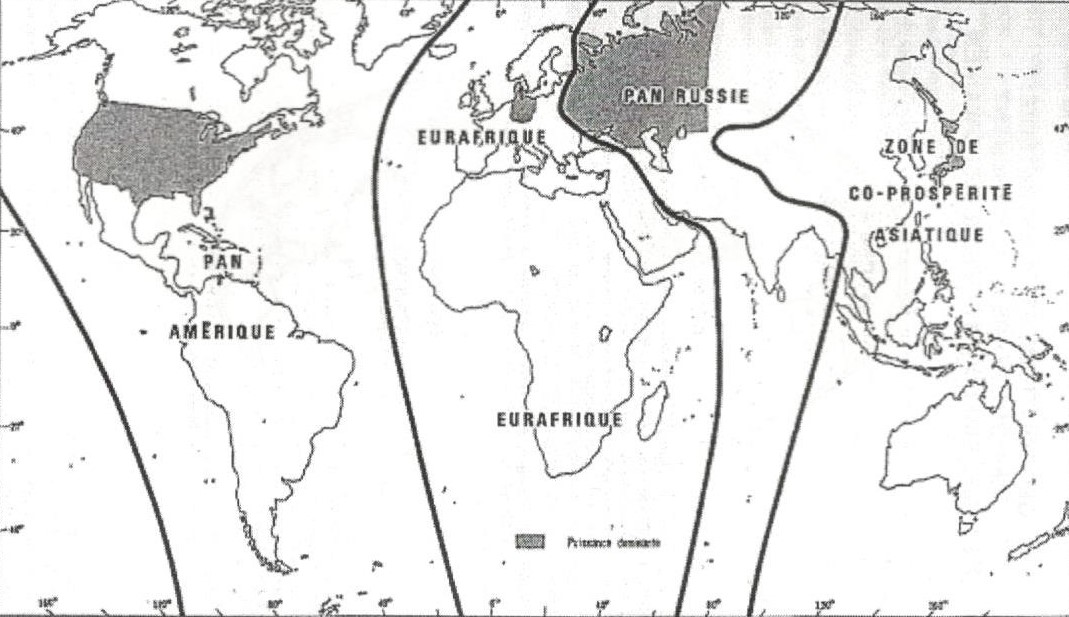
Dibuix gràfic de les panregions.

L'Alemanya del segle XIX busca la manera de tornar-se una potència indiscutible a Europa. Competeix contra els imperis francès i britànic. Dins d'aquest context, Karl Haushofer elabora a l'inici de segle XX la teoria que el país necessita un espai natural on desenvolupar-s'hi. És a dir, a partir d'una lectura organicista de la geografia, diu tindre dret d'annexionar-se territori polonès, txec, eslovac, danès i francès perquè regions com Alsàcia i Lorena són naturalment espai vital seu. Això en garantiria una força d'imperi i posaria Alemanya al centre d'Europa (potència continental).
Però, endemés, també elabora la teoria de les panregions, segons la qual hi ha quatre grans plataformes econòmiques i culturals (panregions) que poden viure autàrquicament i des de les quals s'hi pot aixecar un centre amb les seues perifèries. Així, Alemanya, amb el seu espai vital, quedaria dins la panregió d'Europa-Àfrica mentre que els EUA s'encarregarien de ser el centre d'Amèrica, Rússia el centre eurasiàtic amb l'Índia com a perifèria i el Japó, el centre de l'Àsia amb Oceania com a perifèries.
Es parla de panregió, és a dir, s'afegeix el prefix pan perquè Alemanya podria dominar d'aquesta manera l'Àfrica i Europa. En efecte, segons Haushofer, d'extrema dreta, però inspirat per R. Kjellén i H. Mackinder, cadascuna de les quatre panregions posseeix els recursos naturals escaients i propis per tal de desenvolupar-se sense cap mena de necessitat exterior. Ara bé, la idea de les panregions concep que el nord visca del sud. Això vol dir que Europa sobreviuria d'explotar l'Àfrica i així seguidament per a cada panregió.

### La teoria del triangle màgic
D'ençà de la independència del Brasil, aquest país cerca esdevenir el centre gravitacional del sud d'Amèrica. Al segle XIX, tot i la seua gran dimensió i possibilitat de desenvolupar-se econòmicament, el Brasil resta un país poc poblat i explorat. L'Argentina, per contra, és un país ric que lidera el desenvolupament econòmic del sud-continent. En aquest context, diversos militars i geògrafs sud-americans s'imaginen la manera de fer d'Amèrica Llatina una potència mundial. La geopolítica de tall germanòfila hi és molt practicada. L'argentí Segundo Storni (1876-1954) o el mateix dictador Augusto Pinochet exploren la geopolítica amb aquestes finalitats.
La posició de feblesa del Brasil eixint de la Segona Guerra Mundial porta militars brasilers a repensar la manera de tornar el país una potència internacional. Lysias Rodrigues o Paulo Rocha Corrêa s'acoblen a la teoria de les fronteres vitals que reprèn la idea d'espai vital alemanya per a justificar que el Brasil té dret de fer-se amb encara més territori sud-americà. Rocha Corrêa pensa especialment en adquirir la Guiana francesa. Dit d'una altra manera, el Brasil busca la manera d'esdevenir una potència i creu aconseguir-ho amb l'annexió de territori aliè.
Format sota el model geopolític de caràcter anglòfon, el militar Golbery do Cauto e Silva (1911-1987) elabora llavors, tot just acabada la guerra, la teoria del triangle màgic. És en realitat un reciclatge de les teories del també militar Mário Travassos (1871-1973). Es tracta de concebre tres illes que giren al voltant d'un heartland. És a dir, Golbery considera que al Brasil hi ha tres penínsules, corresponents a les regions del centre-oest, nord-est i sud, les quals serien la rereguarda de la regió del centre, on hi trobem a Rio de Janeiro i Brasília. Això permet al Brasil dominar marítimament perquè s'apropa a l'atlantisme mitjançant la terra-privot (Rio de Janeiro i Brasília), alhora que pot tornar-se una potència continental amb la quarta illa, l'Amazones, que s'aïlla expressament amb l'objectiu d'explotar-la. Aquesta ordenació territorial treu gairebé tot el pes de l'Argentina sobre el continent i posa el Brasil al centre de gravitació. La idea és crear un triangle que desenvolupe el Brasil, el mantinga com a potència a Amèrica i que no l'aïlle del bloc capitalista (principi de l'antagonisme dominant).

### La teoria de les fronteres naturals
El primer esment de l'existència d'unes "fronteres naturals" [trd.] per a França és de l'any 1642. El testament del cardenal Richelieu (1585-1642) indica que aquest volgué "fer retornar" [trd.] les fronteres naturals a França. El testament és apòcrif, però tot resseguint-ne les polítiques, es fa patent que Richelieu seguí la doctrina de les fronteres naturals.
A la Revolució Francesa i a partir dels escrits de Jean-Jacques Rousseau (1712-1778), neix el concepte que existeixen les fronteres naturals, és a dir, que entre estats sobirans hi ha una frontera que concorda amb les formacions naturals com ara els rius, les serralades de muntanyes o fins i tot els deserts. La idea ha estat represa per la Xina o pel Brasil per a justificar l'annexió de territori aliè i, en efecte, durant la Revolució Francesa, Napoleó Bonaparte (1769-1821) justifica que "tot estat fa política de la seua geografia" [trd.] per a annexionar-se territoris europeus. Així, durant les guerres napoleòniques, França annexionar gairebé tot Europa amb l'excusa de tindre dret a unes fronteres naturals, entre més motius. L'any 1786 mateix Anacbarsus Cloots (1755-1794), militar francòfil prussià, publica Vœux d'un gallophile on hi diu haver-hi un "límit natural" a la riba esquerra del riu Rin. Els jacobins reprenen prompte la idea i perseguiren l'exèrcit prussià fins a l'altra banda del Rin.
L'ordenació territorial d'Europa per part de Napoleó fa aparèixer les fronteres que havia aconseguit Carlemany per al regne franc durant l'edat mitjana. En efecte, els territoris controlats per algun membre directe de la família, com ara Espanya, dibuixen al mapa les fronteres carolíngies i, per tant, es pot dir que la teoria de les fronteres naturals instrumentalitza les idees del natural de Jean-Jacques Rousseau per a fer-se amb territoris d'altri.
El rerefons desvela que França procura en realitat prendre el poder fort i tou i per això considera que els límits de les fronteres que anomena de naturals, li són pròpies. L'afer és tornar-se una potència. Mira doncs d'annexionar-se, durant la història del país, Flandes i Holanda perquè n'obté un rere-país que protegeix el país d'invasions, així com prova de fer-se igualment amb Catalunya (Andorra inclosa) per a tindre una marca militar al sud. L'ambició d'envair Suïssa i Luxemburg es deu al fet d'haver-hi una serralada muntanyenca que fa funció de contenció contra possibles invasions. Els mateixos motius retornen amb Alsàcia i Lorena.
Però aquesta configuració del territori és geomètrica, pròpia del pensament de l'Edat moderna. En eixa època, hi ha una recuperació dels clàssics grecs a Europa, de manera que es reconnecta amb les matemàtiques i la geografia de Ptolemeu i Estrabó. La cartografia es desenvolupa amb les exploracions. Hi ha una idea matematicista de la Terra, cosa reflectida als escrits de B. Varenio (1622-1650). D'aquesta forma l'advocat Georges Jacques Daton (1759-1794), destacat a la Revolució, digué que "els confins de França estant establerts per la natura, els trobem als quatre angles de l'horitzó, la riba del Rin, l'Oceà, els Pirineus i els Alps" [trd.]. Això fa que França busque la perfecció en aquestes fronteres naturals. Parla fins i tot d'"hexàgon" [trd.] per a referir-se a ella mateixa. Per tant, durant la història, ha estat una obsessió fer-se amb Andorra i Mònegue, la qual cosa completaria aquesta perfecció, gens notable a la vista de la possessió de Còrsega o Nova Caledònia.
És doncs una mirada determinista que no té en compte que la geografia no ho fa tot, tot tendint a construir un espai vital per al país. De la pèrdua de territori a la mort de Carlemany fins a la Segona Guerra Mundial, els monarques i presidents francesos han mirat d'expandir el territori fins a retornar a l'estadi carolingi, però l'encontre amb els veïns els han fet recular fins a les fronteres actuals, que per bé que són estables, no són gens naturals.
Efectivament, la frontera entre l'actual Bèlgica i França s'hauria establert per tractat l'any 1713, però el país torna a tindre ambicions annexionistes al segle XIX i XX. Mateix procediment amb Itàlia o amb Suïssa. Cal recordar que França no reconeixia als anys 1980 Andorra com a subjecte jurídic.

## Estratègies de guerra o hegemonia

### Política del Rei dels reis
L'expressió Rei dels reis s'extreu del món pèrsic, quan l'Imperi persa dominava a l'Edat antiga bona part del Llevant. Fa referència, doncs, a una política concreta que consisteix a posar diversos estats sota vassallatge. És a dir, un país A seria dominant respecte de l'autonomia d'un país B, de tal manera que el país B admet trobar-se en situació d'inferioritat i pot rebre instruccions d'un país A.

### Política del glacis
La política del glacis consisteix a crear zones coixins (o estats coixins) per tal d'aïllar una entitat política (sovint un estat) i d'aquesta manera impedir que isca de les seues fronteres. L'objectiu seria donar seguretat a un territori allunyant-lo al màxim del cor de comandament de la zona que es vol protegir. Aquesta política del glacis fou desenvolupada per l'Egipte ptolemaic i ha estat represa de múltiples formes. És el cas de les marques militars carolíngies o dels cordons sanitaris.
A manca de poder aïllar mitjançant glacis naturals, molts imperis han optat per emmurallar ciutats o països sencers. Un bon exemple d'això seria la gran muralla xinesa construïda principalment durant la dinastia Ming.

### Política de contenció i desviació
Particularment a partir de les exploracions europees a continents com l'americà, l'africà o asiàtic, molts imperis han buscat la manera de contindre la llibertat de comerciar dels rivals. Això ha dut a polítiques de contenció que consisteixen a crear una barrera comercial o militar que s'aconsegueix moltes voltes mitjançant acords amb països tercers.
Els estats víctimes d'aquestes contencions, miren d'evadir-se mitjançant polítiques de desviació, la qual cosa consisteix a trobar camins alternatius mitjançant acords amb estats tercers o aprofitant-se de la imperfecció mateixa de la geografia o de les línies de contenció establertes.
Un bon exemple de polítiques de contenció fou el bloqueig d'Anglaterra contra Napoleó durant les guerres napoleòniques, la política de contenció dels EUA contra l'URSS durant la Guerra Freda o la política de contenció contra les Noves Rutes de la Seda dels EUA contra la Xina.

### Política del control de zones de pas
Algunes àrees són d'una gran estratègia perquè permeten el pas d'un gran medi cap a un altre gran medi. A la història, els imperis han necessitat controlar aquestes zones per tal d'evitar invasions o simplement per a garantir-se una zona de passatge del comerç. Els llims romans són un exemple de política de control d'àrees de passatge.

### Política de l'esfera d'influència
Dins la política del Rei dels reis, s'ha desenvolupat tot al llarg del segle XIX fins hui, l'anomenada política de l'esfera d'influència. L'esfera d'influència és una àrea o regió en la qual una organització o estat exerceix certa classe d'indirecta dominació cultural, econòmica, militar o política. Legalment, són actualment prohibides per l'ONU, però en la pràctica n'existeixen fins i tot organitzacions com la Commonwealth o la Françafrique i se'n realitzen cimeres com la iberoamericana.

## La crítica a la geopolítica

Caricatura que critica les polítiques de l'Imperi britànic sobre l'Índia. 1780, Nara.

Des de postures crítiques amb la geopolítica, com ara el marxisme, se subratlla que, en lloc de disciplina científica pròpiament dita, es tracta bàsicament d'una construcció ideològica obscurantista, irracionalista i eurocèntrica, al servei de l'imperialisme, hui com abans.
Segons aquests corrents crítics: 
- La geopolítica tendeix a un reduccionisme geografista extrem que es presenta com a fet inqüestionable i que desdenya les explicacions històriques, socioeconòmiques i politicoideològiques com ara la "ideologia" o l’autoengany.

Segons la geopolítica, doncs, els conflictes entre estats o blocs d'estats, les opcions estratègiques dels règims, les grans tendències principals observables a cada època, etc., no es deurien pas a motius socioeconòmics, ni politicoideològics, ni respondrien a la voluntat dels homes en condicions històriques concretes, sinó que, en darrera instància almenys, serien el resultat inevitable d'una sobredeterminació geogràfica de caràcter ahistòric i fatal.
- D'aquesta manera, la geopolítica oculta les motivacions reals de l'imperialisme de les grans potències, juntament amb l'explotació de classe que hi subjau, i impedeix entendre la realitat i, doncs, canviar-la en un sentit positiu.

- El contingut de la geopolítica és especulatiu i indemostrable; cada escola nacional ha construït la teoria d'acord amb els interessos estratègics propis, no pas d'acord amb l'observació de la realitat.

- Totes aquestes característiques són compartides per la totalitat d'escoles geopolítiques; la doctrina geopolítica d'un Mackinder o d'un Mahan no era pas millor que la dels nazis, en cap sentit.

- És cert que la geopolítica fou abandonada perquè arrossegava la fortor de sofre que hi havia abocat el nazisme; però, en realitat, la fortor de sofre és consubstancial a la geopolítica, i és precisament aquesta la causa de la seua rehabilitació: és una branca de la rehabilitació de l'imperialisme clàssic, de l'eurocentrisme i de l'assalt a la raó.

De totes totes, la geopolítica ha estat criticada abans com hui. Hui dia la geopolítica s'ha estès i hom parla de geopolítica de manera excessivament acrítica, és a dir, sense plantejar-se allò que comporta adoptar aquesta òptica. La crítica actual mira de fer veure com la geopolítica s'aplica amb força frivolitat i abusivament com ara analitzar una "geopolítica de la Taylor Swift" o la "geoestratègia" dels camps poliesportius d'un poble.
- La geopolítica tendeix a deshumanitzar i potenciar la deshumanització de l'altre. En reduir-ho tot al geografisme, l'economia i les ambicions d'unes potències, es redueix tot a unes xifres, però rere les xifres hi ha persones, patiment humà encara que la geopolítica no explica pas el patiment, sinó que torna el lector en partícip de la vulneració de drets humans.

## Per a més lectures
- Narcís Pallerès-Domènech, Alessio Postiglione, Valerio Mancini. El gran joc. Altamarea, 2024.
- Joan Anton Català Amigó. Geopolítica de l'espai. Barcelona: Angle Editorial, 2023
- Yves Lacoste. Religions i geopolítica. Barcelona: Pagès Editors, 2003
- Tzvetan Todorov. La por dels bàrbars. Barcelona: Pagès Editors, 2009
- Vicent Partal. Entendre els mapes. Barcelona: VilaWeb, 2025